# Luis Arconada
Pour les articles homonymes, voir Arconada.
Arconada  Etxarri est un nom espagnol. Le premier nom de famille, en général paternel, est Arconada ; le second, en général maternel, souvent omis, est Etxarri.
Luis Miguel "Lord" Arconada Etxarri est un footballeur espagnol, né le 26 juin 1954 à Saint-Sébastien au Pays basque. Fidèle à la Real Sociedad, refusant les offres des plus grands clubs espagnols, il est considéré comme l'un des meilleurs gardiens de but de son époque. Champion d'Espagne à deux reprises en 1980-1981 et 1981-1982 avec son club de cœur, le gardien basque est l'un des principaux artisans de ces titres, son équipe terminant meilleure défense du championnat lors des deux sacres. Sa sûreté, son placement, ses réflexes et sa détente étonnante lui permettent d'être international espagnol de 1977 à 1985. Après de brillantes performances au Championnat d'Europe de football 1984, une erreur en finale de la compétition sur un coup franc de Michel Platini en fait le symbole de la défaite espagnole.

## Biographie

### Carrière de joueur

#### En club
Évoluant au poste de gardien de but, Luis Arconada commence sa carrière professionnelle en 1973 au sein du club espagnol de la Real Sociedad. À la fin des années 1970, le club basque connaît des succès inattendus que beaucoup attribuent aux performances du gardien Arconada. Qualification européenne pour la Coupe UEFA 1979-1980, vice-champion d'Espagne en 1979-1980, le club basque grimpe dans la hiérarchie espagnole en même temps que son gardien qui devient l'incontournable numéro un international espagnol.
Au cours de cette période, le club basque termine deux fois premier de la Liga (en 1981 et 1982). Les prestations d'Arconada sont déterminantes dans l'obtention de ces titres. Luis Arconada remporte trois fois de suite, en 1980, 1981 et 1982, le Trophée Zamora récompensant le meilleur gardien du championnat. Au niveau continental, la Real Sociedad atteint la demi-finale de la Coupe des clubs champions européens 1983.
Le 31 août 1985, Arconada se blesse gravement au ligament croisé antérieur du genou lors de la première journée du championnat espagnol. Le 2 septembre, il est opéré à Madrid par le docteur Pedro Guillén. Pouvant reprendre la compétition, il dispute trois dernières saisons avec son club. Il atteint en 1987 la finale de la Coupe d'Espagne. Face à l'Atlético Madrid, Arconada est décisif pour son équipe en arrêtant le dernier tir au but de Quique Ramos, la Real Sociedad s'impose 4-2 aux tirs au but et remporte la coupe que peut soulever le capitaine Arconada. L'année suivante, la Real Sociedad est à nouveau en finale mais est cette fois battue par le FC Barcelone 1-0.
Arconada dispute un total de 414 matches en championnat d'Espagne, n'encaissant pas de but lors de 164 rencontres. Ses 551 matches officiels avec la Real Sociedad font de lui le quatrième joueur le plus capé du club basque. Adulé des supporters du club, ceux-ci créent un chant en son honneur repris par les tribunes lors des matches « No pasa nada, tenemos a Arconada ».

#### En sélection
La première sélection en équipe nationale de Luis Arconada a lieu à Alicante le 27 mars 1977 contre la Hongrie qui se solde par un match nul 1-1. De 1977 à 1985, Arconada a également été le gardien de but titulaire de la sélection espagnole, dont il a plusieurs fois porté le brassard de capitaine. Il a été le premier Espagnol à obtenir 50 sélections en équipe nationale. Il est sélectionné pour disputer la Coupe du monde 1978, l'Euro 1980, la Coupe du monde 1982 et l'Euro 1984.
En finale de l'Euro 84, contre la France, alors qu'il a effectué jusqu'alors une brillante compétition notamment face à l'Allemagne et au Danemark, il semble parvenir à arrêter un coup franc de Michel Platini, mais laisse maladroitement le ballon lui glisser sous le corps et rentrer dans sa cage, ce premier but contribuant ainsi à la défaite finale de son équipe par 2 à 0. Sa dernière sélection à lieu à l'extérieur le 30 avril 1985 contre le Pays de Galles qui se termine par une victoire galloise 3-0. Ses 68 sélections en équipe nationale se soldent par 27 victoires, 23 matchs nuls et 18 défaites avec 62 buts encaissés. Il porte le brassard de capitaine à 48 reprises.
International espagnol le plus capé, il perd sa place dans les buts de la sélection nationale à la suite de sa blessure au ligament croisé antérieur au profit d'Andoni Zubizarreta. Lorsqu'il revient sur les terrains au début de l'année 1986, le sélectionneur espagnol Miguel Muñoz le laisse à la marge de l'équipe nationale, jusqu'à l'exclure pour des raisons extra sportives en 1988,.
Arconada fait également partie de la sélection olympique participant au tournoi de football des Jeux olympiques de 1976. Il y dispute et perd les deux rencontres jouées par son pays.

### Après-carrière
Arconada devient administrateur de l'entreprise Construcciones y Auxiliar de Ferrocarriles, réélu à plusieurs reprises à ce poste. Son nom est régulièrement cité comme possible candidat à la présidence de la Real Sociedad.

### Lien de famille
Il est le frère de l'entraîneur Gonzalo Arconada.

## Caractéristiques
Arconada est reconnu pour ses capacités à être un leader sur le terrain, son courage et sa constance. Il est considéré comme un des meilleurs gardiens espagnols de l'histoire. Son physique, sa capacité à arrêter les tirs, ses réflexes et son jeu de jambes sont mis en avant. Au cours de sa carrière, Iker Casillas est comparé à Arconada et s'inspire de lui,,,,,.
Mesurant 1,78 m, Arconada est surnommé El Pulpo durant sa carrière en raison de ses multiples arrêts,. Superstitieux, il garde le même jeu de maillot en match tant qu'il n'a pas perdu de match avec. Il choisit également de jouer en sélection en gardant sur le terrain ses chaussettes de la Real Sociedad.

## Palmarès
- Real Sociedad :
  - Champion d'Espagne en 1981 et 1982
  - Vainqueur de la Supercoupe d'Espagne en 1982
  - Vainqueur de la Coupe d'Espagne en 1987, finaliste en 1988
- Espagne :
  - Vice-Champion d'Europe des Nations en 1984

## Distinctions personnelles
Arconada est lauréat du Trophée Zamora (récompensant le meilleur gardien du championnat d'Espagne) en 1980, 1981 et 1982.
Arconada est désigné par la FIFA meilleur joueur espagnol des 25 dernières années en 1998. Il est élu « joueur historique » de la Real Sociedad en août 2021 par un vote des supporters du club. Il devance Xabi Prieto et Darko Kovačević.

## Héritage
Pendant près de deux décennies après sa fameuse erreur, Arconada devient synonyme de ridicule, de bourde ultime. « Faire une arconada » devient une expression régulièrement utilisée par les observateurs francophones pour désigner, pour un gardien, une boulette similaire. Le quotidien espagnol El Pais qualifie son geste manqué « d'erreur la plus infantile jamais commise par un gardien dans toute l'histoire de l'Euro ».
En 2008, l'Espagne remporte le championnat d'Europe, mettant fin à la disette de l'équipe nationale en compétitions internationales depuis la Coupe d'Europe des nations 1964. En allant recevoir la médaille de vainqueur des mains de Michel Platini, président de l'UEFA, Andrés Palop rend hommage à Luis Arconada en portant son maillot de la finale 1984,.

## Statistiques
Le tableau ci-dessous résume les statistiques en match officiel de Luis Arconada durant sa carrière de joueur professionnel,.
| Saison                | Club                  | Championnat           | Championnat | Championnat | Coupe nationale | Coupe nationale | Coupe de la Ligue | Coupe de la Ligue | Supercoupe | Supercoupe | Compétition(s) continentale(s) | Compétition(s) continentale(s) | Compétition(s) continentale(s) | Sélection         | Sélection | Sélection | Total | Total |
| Saison                | Club                  | Division              | M.          | B.          | M.              | B.              | M.                | B.                | M.         | B.         | Comp.                          | M.                             | B.                             | Équipe            | M.        | B.        | M.    | B.    |
| 1973-1974             | Real Sociedad         | Primera División      | 0           | 0           | -               | -               | -                 | -                 | -          | -          | -                              | -                              | -                              | -                 | -         | -         | 0     | 0     |
| 1974-1975             | Real Sociedad         | Primera División      | 0           | 0           | -               | -               | -                 | -                 | -          | -          | -                              | -                              | -                              | -                 | -         | -         | 0     | 0     |
| 1975-1976             | Real Sociedad         | Primera División      | 9           | 0           | 6               | 0               | -                 | -                 | -          | -          | C3                             | 1                              | 0                              | Espagne olympique | 2         | 0         | 18    | 0     |
| 1976-1977             | Real Sociedad         | Primera División      | 34          | 0           | 3               | 0               | -                 | -                 | -          | -          | -                              | -                              | -                              | Espagne           | 1         | 0         | 38    | 0     |
| 1977-1978             | Real Sociedad         | Primera División      | 30          | 0           | 10              | 0               | -                 | -                 | -          | -          | -                              | -                              | -                              | Espagne           | 5         | 0         | 45    | 0     |
| 1978-1979             | Real Sociedad         | Primera División      | 34          | 0           | 7               | 0               | -                 | -                 | -          | -          | -                              | -                              | -                              | Espagne           | 2         | 0         | 43    | 0     |
| 1979-1980             | Real Sociedad         | Primera División      | 34          | 0           | 10              | 0               | -                 | -                 | -          | -          | C3                             | 2                              | 0                              | Espagne           | 12        | 0         | 58    | 0     |
| 1980-1981             | Real Sociedad         | Primera División      | 34          | 0           | 4               | 0               | -                 | -                 | -          | -          | C3                             | 6                              | 0                              | Espagne           | 12        | 0         | 56    | 0     |
| 1981-1982             | Real Sociedad         | Primera División      | 34          | 0           | 10              | 0               | -                 | -                 | -          | -          | C1                             | 2                              | 0                              | Espagne           | 12        | 0         | 58    | 0     |
| 1982-1983             | Real Sociedad         | Primera División      | 34          | 0           | 5               | 0               | 4                 | 0                 | 2          | 0          | C1                             | 8                              | 0                              | Espagne           | 6         | 0         | 59    | 0     |
| 1983-1984             | Real Sociedad         | Primera División      | 28          | 0           | 6               | 0               | -                 | -                 | -          | -          | -                              | -                              | -                              | Espagne           | 12        | 0         | 46    | 0     |
| 1984-1985             | Real Sociedad         | Primera División      | 33          | 0           | 8               | 0               | 2                 | 0                 | -          | -          | -                              | -                              | -                              | Espagne           | 6         | 0         | 49    | 0     |
| 1985-1986             | Real Sociedad         | Primera División      | 1           | 0           | -               | -               | 6                 | 0                 | -          | -          | -                              | -                              | -                              | -                 | -         | -         | 7     | 0     |
| 1986-1987             | Real Sociedad         | Primera División      | 40          | 0           | 10              | 0               | -                 | -                 | -          | -          | -                              | -                              | -                              | -                 | -         | -         | 50    | 0     |
| 1987-1988             | Real Sociedad         | Primera División      | 38          | 0           | 9               | 0               | -                 | -                 | -          | -          | C2                             | 4                              | 0                              | -                 | -         | -         | 51    | 0     |
| 1988-1989             | Real Sociedad         | Primera División      | 31          | 0           | 4               | 0               | -                 | -                 | -          | -          | C3                             | 8                              | 0                              | -                 | -         | -         | 43    | 0     |
| Total sur la carrière | Total sur la carrière | Total sur la carrière | 414         | 0           | 92              | 0               | 12                | 0                 | 2          | 0          | -                              | 31                             | 0                              | -                 | 70        | 0         | 621   | 0     |